# If Madonna Calls
«If Madonna Calls» es una canción compuesta y producida por el DJ estadounidense Junior Vasquez, publicada como sencillo en Estados Unidos el 7 de junio de 1996 por la compañía Groovilicious y en Reino Unido el 12 de agosto de ese año por Multiply Records. Con voces de Franklin Fuentes y Kelly Bienvenue, incluye el fragmento de un mensaje de voz de la artista Madonna, grabado en un contestador automático, en el que solicita a Vasquez que le devuelva la llamada.
La canción fue publicada sin el permiso de la cantante, quien desaprobó el lanzamiento y puso fin a su relación profesional con el productor. En general, recibió comentarios positivos de la crítica y, desde el punto de vista comercial, alcanzó los puestos dos y ocho en las listas estadounidenses Dance Club Songs y Dance Singles Sales de Billboard, respectivamente, como también ocupó la séptima posición en el conteo Dance/Urban de Canadá y la vigésimo cuarta en el UK Singles Chart del Reino Unido.

## Antecedentes y producción
Junior Vasquez introdujo a Madonna a la escena del baile vogue, que era muy popular en el Sound Factory Bar de la ciudad de Nueva York, y poco tiempo después forjó una amistad con el productor y se inspiró en dicho baile para componer su tema «Vogue», de 1990. Vasquez también había producido remezclas para los sencillos de Bedtime Stories (1994), el sexto álbum de estudio de la cantante, como así también otras que nunca fueron publicadas. En una entrevista concedida a Larry Flick para la revista Billboard en marzo de 1996, señaló que tener la oportunidad de trabajar con una artista de tal «magnitud» como Madonna era «lo mejor» y agregó que era una amiga a quien admiraba. Además, reveló que tenía planeado publicar un álbum de remezclas inéditas de la cantante —entre ellas una mezcla house del sencillo «You'll See» (1995) que había producido pero que nunca había salido— y quería componer algunas canciones para su siguiente álbum, que esperaba que fuese completamente dance.
La composición, producción, grabación y mezcla de «If Madonna Calls» estuvo a cargo de Vasquez. La grabación y la ingeniería tuvieron lugar en Lectroluv Studio, en Nueva York, con Michael McDavid como productor ejecutivo y con las voces de Franklin Fuentes y Kelly Bienvenue. Fred Jorio también participó en la grabación y fue el responsable de la programación y la ingeniería, esta última con la ayuda de Don Grossinger y Greg Vaughn. Tom Moulton realizó la masterización y la edición de audio y David K. Kessler creó el diseño de la portada del CD, que cuenta con la imagen de un teléfono a disco negro. La canción incluye el fragmento de un mensaje de voz de Madonna, grabado desde el contestador automático de Vasquez, en el que le solicita que le devuelva la llamada. Repite las frases Are you there? («¿Estás ahí?») y Call me in Miami («Llámame en Miami»), mientras que Fuentes responde de manera «ofensiva y en broma» comentarios como Tell her I'm not here! («¡Dile que no estoy aquí!»). Aunque en un principio hubo confusión en torno a si Madonna era quien interpretaba el tema —dado que en los créditos aparecía el nombre de «Who's That Girl» como vocalista, una «imitadora profesional» de la artista según el académico Georges-Claude Guilbert— tiempo después se aclaró que la voz pertenecía a Bienvenue, que en ese entonces se encontraba en el estudio trabajando en su primera canción en solitario.

## Publicación
«If Madonna Calls» estuvo disponible en CD, vinilo de 12", casete y descarga digital. La primera fecha de lanzamiento fue el 7 de junio de 1996 en Estados Unidos, bajo la distribución de la compañía Groovilicious Records, en formato CD. Esta versión, que también se editó en otros países como Australia, Alemania, Francia y Países Bajos, incluyó remezclas que iban de «suaves a irregulares», según Larry Flick de Billboard. En Reino Unido, el sello Multiply Records puso a la venta el sencillo como un EP de seis pistas el 12 de agosto del mismo año con una portada diferente. De acuerdo con el sitio iTunes, estuvo disponible como descarga digital el 11 de junio y compartió la misma lista de canciones que el vinilo de 12" publicado en Estados Unidos. Alemania, Francia y Reino Unido fueron otros de los países donde se editó el vinilo, mientras que el casete estadounidense incluyó las remezclas «X-Beat Radio Edit» y «JR's House Mix Radio Edit». En 2010, la discográfica Riseup Records lanzó otras cuatro remezclas del tema luego de que el productor se asociara con el dúo alemán Fisher & Fiebak.
La canción fue publicada sin el permiso de Madonna, quien desaprobó el lanzamiento y puso fin a su relación profesional con el DJ. En una entrevista con la revista New York, su publicista Liz Rosenberg afirmó que las posibilidades de reconciliación entre ambos no serían posibles y aseguró que «nunca volverá a trabajar con Junior». No obstante, Vasquez produjo posteriormente una remezcla de su sencillo «Hollywood», de 2003, y pudo escucharse durante uno de los desfiles de Versace en la ciudad de Milán, aunque se confirmó que la única razón por la que Madonna había aprobado la mezcla fue porque Donatella Versace la necesitaba para el evento. También había intentado distribuir copias de su versión de «Die Another Day» (2002), pero los representantes legales de la artista rechazaron la petición del DJ de que fuese una remezcla autorizada. Años después, admitió que aún toca sus remezclas privadas de los nuevos discos de la intérprete y que aprecia el trabajo que ambos hicieron. Con respecto al distanciamiento, mencionó que había sido un momento muy confuso y que se debió porque «no quería que nadie ganara dinero o fama con su nombre real». Concluyó que le gustaría volver a colaborar con ella y retomar la amistad que solían tener.

## Recepción

### Crítica
El académico Georges-Claude Guilbert, en su libro Madonna as Postmodern Myth (2002), señaló que la cantante ocupó una «posición privilegiada» en la pista. Planteó que antes, cuando los artistas utilizaban samples, elegían figuras conocidas como Winston Churchill, Sean Connery y Peter Sellers e incluían algunos comentarios en las canciones. Del mismo modo, usar la voz de la artista como sample era una indicación de su creciente popularidad. John Walton Cotman, uno de los autores de Cuban Transitions at the Millennium (2000), afirmó que mucha gente en Miami declararía que estaba en contacto cercano con Madonna y consideró que la canción se burlaba de todas aquellas personas, con las voces principales desestimando también a la cantante. Larry Flick de Billboard la describió como un «himno de tribal» y «fácilmente uno de los lanzamientos de música dance más esperados de los últimos meses». Elogió la producción de Vasquez y señaló que era un concepto «escaso pero irresistible». Para concluir, el periodista esperaba que el sello discográfico lanzara una versión editada para los programadores de las principales radios pop y sugirió que «podría ser el nuevo éxito pop del verano», opinión que compartió un editor del periódico Lawrence Journal-World.

### Comercial
«If Madonna Calls» ingresó en el puesto número 26 del conteo canadiense RPM Dance/Urban el 16 de septiembre de 1996, y cinco ediciones después llegó al séptimo lugar; en total permaneció diez semanas, hasta el 25 de noviembre de ese año. En el UK Singles Chart debutó y alcanzó la posición veinticuatro el 31 de agosto, aunque solo estuvo dos semanas en el conteo. El sencillo entró por primera vez a la lista Dance Club Songs —llamada en ese entonces Hot Dance Music Play— el 13 de julio de 1996 en el puesto treinta y siete; luego de siete ediciones ascendió hasta el segundo lugar, detrás de «Stand Up» de Love Tribe, y en general estuvo trece semanas. Por último, se ubicó en el octavo sitio del Dance Singles Sales, también de Billboard, el 20 de julio y permaneció dieciséis semanas. Para fin de año ocupó el puesto doce en Dance Club Songs y el cuarenta y seis en Dance Singles Sales.

## Lista de canciones y formatos
| CD  |                                                |          |  |
| N.º | Título                                         | Duración |  |
| 1.  | «If Madonna Calls» (X-Beat Radio Edit)         | 4:07     |  |
| 2.  | «If Madonna Calls» (Jr's House Mix Radio Edit) | 4:11     |  |
| 3.  | «If Madonna Calls» (X-Beat Mix)                | 8:50     |  |
| 4.  | «If Madonna Calls» (Tribal Break)              | 4:45     |  |
| 5.  | «If Madonna Calls» (Jr's House Mix)            | 8:40     |  |

| CD  |                                                    |          |  |
| N.º | Título                                             | Duración |  |
| 1.  | «If Madonna Calls» (X-Beat Radio Edit)             | 4:07     |  |
| 2.  | «If Madonna Calls» (Junior's House Mix Radio Edit) | 4:11     |  |
| 3.  | «If Madonna Calls» (X-Beat Mix)                    | 8:50     |  |
| 4.  | «If Madonna Calls» (Tribal Break)                  | 4:45     |  |
| 5.  | «If Madonna Calls» (Junior's House Mix)            | 8:40     |  |
| 6.  | «If Madonna Calls» (Lectro Dub Mix)                | 8:55     |  |

| CD  |                                                     |          |  |
| N.º | Título                                              | Duración |  |
| 1.  | «If Madonna Calls» (J.R.'s House Mix - Eat Me Edit) | 3:25     |  |
| 2.  | «If Madonna Calls» (X-Beat Radio Edit)              | 3:26     |  |
| 3.  | «If Madonna Calls» (X-Beat Mix)                     | 8:50     |  |
| 4.  | «If Madonna Calls» (J.R.'s House Mix)               | 8:40     |  |
| 5.  | «If Madonna Calls» (Tribal Break)                   | 4:52     |  |
| 6.  | «If Madonna Calls» (Lectro Dub)                     | 8:55     |  |

| Descarga digital / 12" |                                          |          |  |
| N.º                    | Título                                   | Duración |  |
| 1.                     | «If Madonna Calls» (X-Beat Mix)          | 8:51     |  |
| 2.                     | «If Madonna Calls» (J.R.'s House Mix)    | 8:40     |  |
| 3.                     | «If Madonna Calls» (Lectro Dub)          | 8:56     |  |
| 4.                     | «If Madonna Calls» (Tribal Break)        | 4:50     |  |
| 5.                     | «If Madonna Calls» (X-Beat Instrumental) | 8:48     |  |
| 6.                     | «If Madonna Calls» (JR's House Beats)    | 4:05     |  |

| 12" |                                        |          |  |
| N.º | Título                                 | Duración |  |
| 1.  | «If Madonna Calls» (X-Beat Mix)        | 8:50     |  |
| 2.  | «If Madonna Calls» (J.R.'s House Mix)  | 8:40     |  |
| 3.  | «If Madonna Calls» (X-Beat Radio Edit) | 3:26     |  |

| Casete |                                                |          |  |
| N.º    | Título                                         | Duración |  |
| 1.     | «If Madonna Calls» (X-Beat Radio Edit)         | 4:07     |  |
| 2.     | «If Madonna Calls» (JR's House Mix Radio Edit) | 4:11     |  |

| 12" |                                       |          |  |
| N.º | Título                                | Duración |  |
| 1.  | «If Madonna Calls» (X-Beat Mix)       | 8:50     |  |
| 2.  | «If Madonna Calls» (J.R.'s House Mix) | 8:40     |  |

## Posicionamiento en listas
| País (Lista 1996)                    | Posición más alta |
| ------------------------------------ | ----------------- |
| Canadá (RPM Dance/Urban)             | 7                 |
| Estados Unidos (Dance Club Songs)    | 2                 |
| Estados Unidos (Dance Singles Sales) | 8                 |
| Reino Unido (UK Singles Chart)       | 24                |

| País (Lista 1996)                    | Posición |
| ------------------------------------ | -------- |
| Estados Unidos (Dance Club Songs)    | 12       |
| Estados Unidos (Dance Singles Sales) | 46       |

## Créditos y personal

### Dirección
- Publicado por House of Ellis Music Inc. / MCA Music (ASCAP); Jessica Michael Music, Inc. (ASCAP); Michael McDavid Music Publishing (ASCAP); Jorio Music (ASCAP).
- Programación e ingeniería en Lectroluv Studio.
- ℗ © 1996 Groovilicious, Inc.

### Personal
- Junior Vasquez: composición, producción, grabación, mezcla
- Michael McDavid: producción ejecutiva
- Fred Jorio: grabación, programación, ingeniería
- Don Grossinger: ingeniería
- Greg Vaughn: ingeniería
- Tom Moulton: masterización, edición
- Franklin Fuentes: voz
- Kelly Bienvenue: voz
- David K. Kessler: diseño

Créditos adaptados de las notas del maxisencillo en CD de «If Madonna Calls».